# Dessau-Roßlauer HV
Der Dessau-Roßlauer HV ist ein deutscher Handballverein aus Dessau-Roßlau in Sachsen-Anhalt.

## Geschichte
Der Vorgänger des DRHV 06 war seit Mitte der 1960er-Jahre als BSG ZAB Dessau in der DDR-Oberliga vertreten. Nach der Wiedervereinigung spielte der Dessauer SV ZAB in der Saison 1991/1992 in der Handball-Bundesliga. Aufgrund finanzieller Probleme wurde der Verein 1996 als Dessauer Handballverein von 1996 neu gegründet. Die Bundesligamannschaft trägt seit 2004 den Beinamen the beavers. Nach der Zusammenlegung der Städte Dessau und Roßlau 2006 fusionierten auch die beiden Handballvereine Dessauer HV und TV Roßlau am 1. Juli 2006 zum Dessau-Roßlauer HV.
Am 1. April 2007 trat der bisherige Vereinspräsident Demirtas zurück. Die Amtsgeschäfte leiteten fortan der restliche Vorstand und der faktische Nachfolger Thomas Zänger. Da der Verein in sechsstelliger Höhe verschuldet war, gab es bei der Vergabe der Lizenz für die Saison 2007/08 Probleme. Allerdings wurde durch großen Einsatz der Fans und durch Sponsorengelder eine Summe in Höhe von 290.000 € beschafft, mit der die Lizenz gesichert werden konnte. Seitdem wird der Verein „saniert“. Es werden monatlich ca. 20.000 € zum Schuldenabbau verwendet, um zu Beginn der nächsten Saison schuldenfrei zu sein und somit Problemen bei der Lizenzierung aus dem Weg zu gehen. Am 19. Juni 2007 kündigte Georgi Swiridenko, 1988 in Seoul mit der UdSSR Olympiasieger, überraschend seinen Vertrag als Cheftrainer und übernahm das Traineramt bei der HSG Düsseldorf. Nachfolger wurde Peter Pysall, der am 8. Mai 2011 beurlaubt wurde. Sein Nachfolger wurde wiederum Georgi Swiridenko.
Zum Ende der Saison 2010/11 in der 2. Handball-Bundesliga stand der Verein auf einem Relegationsplatz. Gegen den SC DHfK Leipzig Handball verlor der Verein das folgende Relegationsspiel und stieg damit nach 19 Jahren aus der 2. Bundesliga ab.
Wichtigste Lokalrivalen sind Anhalt Bernburg, 1. SV Concordia Delitzsch und der SC Magdeburg. Der Zuschauerschnitt in der heimischen Anhalt-Arena liegt bei ca. 1.300 Zuschauern, der zweithöchste Wert in der 2. Handball-Bundesliga.
In der Saison 2015/16 schaffte der Dessau-Roßlauer HV mit dem Gewinn der Staffel Nord der 3. Liga die Rückkehr in die 2. Bundesliga. Dabei konnte der Aufstieg bereits zwei Spieltage vor Saisonende erreicht werden. Der Klassenerhalt in der ersten Spielzeit in der 2. Handball-Bundesliga seit 2011 konnte mit einem ausgeglichenen Punkteverhältnis und dem 10. Platz der Saison 2016/17 erreicht werden. In der Saison 2017/18 konnte die Mannschaft mit dem 13. Tabellenplatz erneut die Klasse halten. Ein Jahr später stieg der Verein zum Ende der Saison 2018/19 als einer von fünf Absteigern in die 3. Liga Nord-Ost ab. Durch die Corona-Pandemie beeinflusst wurde die Saison 2019/20 im März unterbrochen und im April vorzeitig beendet. Über die eingeführte Quotientenregelung konnte die Dessau-Roßlauer somit den direkten Wiederaufstieg in die 2. Bundesliga feiern.
Nach der Rückkehr in die 2. Bundesliga belegte das Team von Uwe Jungandreas in der Saison 2020/21 den 15. Tabellenplatz. Im darauffolgenden Jahr konnte der DRHV die Saison 2021/22 auf dem 12. Tabellenplatz abschließen und qualifizierte sich damit für den DHB-Pokal in der kommenden Saison. Die Saison 2022/23 war eine der erfolgreichsten der Vereinsgeschichte. Mit 25 Siegen in 36 Spielen belegte der DRHV sensationell den 3. Tabellenplatz und scheiterte nur knapp am Bundesligaaufstieg. Im DHB-Pokal 2022/23 erreichte der Dessau-Roßlauer HV das Achtelfinale, in welchem sich die Mannschaft knapp dem Bundesligisten TSV Hannover-Burgdorf mit 27:29 geschlagen geben musste. Mit den 1183 Toren stellten die Dessauer den besten Angriff der Liga und hatten mit Uwe Jungandreas den Trainer der Saison 2022/23 in der 2. Bundesliga an der Seitenlinie.
Im November 2024 gab der Verein bekannt, nach der Saison getrennte Wege mit Trainer Uwe Jungandreas zu gehen. Der, im Jahr 2021, angestrebte Strukturwandel soll mit dem Wechsel auf der Trainerbank finalisiert werden. Ab der Saison 2025/26 übernimmt das Traineramt des DRHV der, derzeitige, Co-Trainer sowie Jugendkoordinator Vanja Radić.

## Nachwuchsarbeit
Die männlichen A-Jugendlichen erreichten in der Saison 2005/06 den dritten Platz in der Regionalliga, der höchstmöglichen Spielklasse, und besiegten dabei auch den späteren Meister SC Magdeburg. Dieser Erfolg konnte in der darauf folgenden Saison wiederholt werden. Einige der ehemaligen A-Jugendlichen spielten in den deutschen Jugendnationalmannschaften. Nach dem gewonnenen Double auf der Landesebene durch die zweite Mannschaft des DRHV brach das Konzept des langsamen Heranführens an die Bundesligamannschaft fast vollständig weg. Gleich sechs Spieler mit Perspektive für die Zweite Bundesliga verließen den Verein. Im männlichen Nachwuchsbereich wurde das Regionalligateam zurückgezogen und erst im Sommer 2009 für die neue Saison eine Spielgemeinschaft mit der SG Kühnau für die Regionalliga eingegangen, um für potenzielle Nachwuchsspieler wieder attraktiver zu werden.
Seit einigen Jahren spielen die Jugendmannschaften des DRHV in einer Spielgemeinschaft mit der SG Kühnau zusammen. In der Saison 2021/22 konnte die D-Jugend der JSpG Kühnau/DRHV 06 die Sachsen-Anhalt Liga gewinnen. Zur Saison 2022/23 bildeten die beiden Dessauer Teams mit der HG 85 Köthen in der A-Jugend eine Spielgemeinschaft. Diese konnte in der Sachsen-Anhalt Liga den 2. Platz erringen und wurde somit Vize-Landesmeister.

## Mannschaft
Der ehemalige Torhüter Matías Carlos Schulz wurde bei der WM 2005 zum fünftbesten Torhüter gewählt und war auch bei der Handball-WM 2007 in Deutschland im Kader der argentinischen Nationalmannschaft, die sich in Dessau auf dieses Turnier vorbereitete. Armands Uščins war Mitglied der lettischen Nationalmannschaft. In der Saison 2013/14 lief der australische Nationalspieler Luka Kraijnc für die Beavers auf.
Im Kader der Saison 2017/18 standen mit Marek Vanco und Libor Hanisch gleich zwei Spieler aus der tschechischen Nationalmannschaft. Zwischen 2019 und 2024 stand mit Jakub Hrstka ein weiterer Nationalspieler aus Tschechien unter Vertrag.

### Kader 2025/26
| Nr.                  | Nation         | Name                     | Position        | Größe  | Geburtsdatum  | Alter | Geburtsort                     | seit | Vertrag bis | Letzter Verein           |
| -------------------- | -------------- | ------------------------ | --------------- | ------ | ------------- | ----- | ------------------------------ | ---- | ----------- | ------------------------ |
| 01                   | Deutschland    | Janik Patzwaldt          | Tor             | 1,92 m | 22. Mai 2001  | 24    | Werdau, Deutschland            | 2022 | 2026        | SC Magdeburg             |
| 16                   | Deutschland    | Philip Ambrosius         | Tor             | 1,98 m | 28. Mai 1993  | 32    | Bernburg, Deutschland          | 2016 | 2026        | SC Magdeburg             |
| 03                   | Deutschland    | Fynn Gonschor            | Linksaußen      | 1,89 m | 27. Jan. 2000 | 25    | Wipperfürth, Deutschland       | 2024 |             | HSC Kreuzlingen          |
| 04                   | Nordmazedonien | Tomislav Jagurinovski    | Rückraum rechts | 1,85 m | 19. Aug. 1998 | 26    | Skopje, Nordmazedonien         | 2025 |             | RK Vardar Skopje         |
| 06                   | Deutschland    | Fritz-Leon Haake         | Rückraum Mitte  | 1,85 m | 29. Juli 2004 | 20    | Schkeuditz, Deutschland        | 2023 |             | SC Magdeburg             |
| 07                   | Deutschland    | Carl-Phillip Haake       | Linksaußen      | 1,80 m | 30. Mai 2002  | 23    | Schkeuditz, Deutschland        | 2022 | 2027        | SC Magdeburg             |
| 08                   | Deutschland    | Julius Drachau           | Rückraum links  | 1,94 m | 1. März 2004  | 21    | Quedlinburg, Deutschland       | 2025 | 2026        | SC Magdeburg             |
| 13                   | Deutschland    | Valentin Neagu           | Kreismitte      | 1,95 m | 3. Jan. 2001  | 24    | Landsberg am Lech, Deutschland | 2025 | 2028        | Steaua Bukarest          |
| 14                   | Polen          | Jakub Powarzyński        | Rückraum links  | 1,92 m | 7. Sep. 2002  | 22    | Gdynia, Polen                  | 2024 | 2027        | Wybrzeże Gdańsk          |
| 15                   | Polen          | Marcel Nowak             | Rückraum rechts | 1,95 m | 7. Feb. 2002  | 23    | Berlin, Deutschland            | 2024 | 2026        | 1. VfL Potsdam           |
| 17                   | Deutschland    | Luka Baumgart            | Rückraum Mitte  | 1,94 m | 5. Aug. 1999  | 25    | Magdeburg, Deutschland         | 2022 | 2027        | SC Magdeburg             |
| 18                   | Slowakei       | David Misových           | Rechtsaußen     | 1,83 m | 3. Nov. 2002  | 22    | Bratislava, Slowakei           | 2022 | 2026        | HO Slovan Modra          |
| 23                   | Deutschland    | Mika Schüler             | Rückraum Mitte  |        | 23. Aug. 2002 | 22    |                                | 2025 | 2028        | HBW Balingen-Weilstetten |
| 26                   | Deutschland    | Yannick Danneberg        | Rückraum links  | 2,03 m | 28. Jan. 2000 | 25    | Magdeburg, Deutschland         | 2020 | 2026        | SC Magdeburg             |
| 72                   | Deutschland    | Tim Maximilian Hertzfeld | Kreismitte      | 1,97 m | 19. Juli 2004 | 20    | Magdeburg, Deutschland         | 2023 | 2027        | SC Magdeburg             |
| 98                   | Deutschland    | Yannick Pust             | Rechtsaußen     | 1,85 m | 17. Okt. 1998 | 26    | Berlin, Deutschland            | 2021 | 2028        | Wilhelmshavener HV       |
| Stand: 11. Juli 2025 |                |                          |                 |        |               |       |                                |      |             |                          |

### Trainerteam
| Nation                  | Name          | Position   | Geburtsdatum |
| ----------------------- | ------------- | ---------- | ------------ |
| Bosnien und Herzegowina | Vanja Radić   | Trainer    | 23.04.1985   |
| Deutschland             | Philipp Braun | Co-Trainer | 16.02.1989   |

### Transfers zur Saison 2025/26
| Zugänge             | Zugänge               | Zugänge                  |
| Nation              | Name                  | abgebender Verein        |
| ------------------- | --------------------- | ------------------------ |
| Deutschland         | Mika Schüler          | HBW Balingen-Weilstetten |
| Deutschland         | Valentin Neagu        | Steaua Bukarest          |
| Deutschland         | Julius Drachau        | SC Magdeburg             |
| Nordmazedonien      | Tomislav Jagurinovski | RK Vardar Skopje         |
| Stand: 5. Juni 2025 |                       |                          |

| Abgänge               | Abgänge                      | Abgänge             |
| Nation                | Name                         | aufnehmender Verein |
| --------------------- | ---------------------------- | ------------------- |
| Deutschland           | Vincent Bülow                | Eulen Ludwigshafen  |
| Deutschland           | Tillman Leu                  | ThSV Eisenach       |
| Norwegen              | Alexander Djordjije Mitrovic | Ziel unbekannt      |
| Deutschland           | Oskar Emanuel                | Ziel unbekannt      |
| Deutschland           | Max Mohs                     | EHV Aue             |
| Stand: 10. April 2025 |                              |                     |